# Lively
Lively – serwis należący do grupy Google, uruchomiony 8 lipca 2008, będący darmową platformą komunikacyjną przypominającą Second Life. Google zakończyło działanie serwisu 31 grudnia 2008 roku. Pozwalał użytkownikom na tworzenie własnych wirtualnych awatarów oraz lokacji. Wirtualne alter-ego w świecie Lively mogło wchodzić w liczne interakcje z awatarami pozostałych użytkowników serwisu (mogło spacerować, rozmawiać (Google Talk), tańczyć, pływać, skakać itd.) Głównym zajęciem pozostawała jednak wzajemna komunikacja.